# John Foster Dulles
 John Foster Dulles ([džon fostr dales]; 25. února 1888 Washington, D.C. – 24. května 1959 Washington, D.C.) byl americký diplomat a politik, v letech 1953–1959 za vlády presidenta Eisenhowera ministr zahraničí Spojených států. Byl rozhodným odpůrcem komunismu a jedním z hlavních architektů studené války.

## Život a působení
Narodil se jako první ze šesti dětí presbyteriánského duchovního, jeho dědeček byl rovněž ministrem zahraničí USA. Studoval s vynikajícím prospěchem práva a filosofii na Princetonu, kde byl posluchačem Woodrowa Wilsona, rok na pařížské Sorbonně, kde poslouchal i přednášky Henri Bergsona a promoval na George Washington University. Roku 1912 se oženil s Jane Avery a měli tři děti. Nejmladší Avery Dulles se stal katolickým knězem a kardinálem.
Pro špatný zrak nebyl v roce 1914[zdroj?] odveden, ale působil jako plánovač tras amerických lodí, a to s takovým úspěchem, že se jako asistent účastnil Pařížské mírové konference. Tam se seznámil s významnými ekonomy J. M. Keynesem a J. Monetem, s nimiž později spolupracoval. Jako advokát pracoval pro různé mezinárodní firmy a snažil se aspoň finančně podporovat německé demokratické vlády. Nástup Hitlera k moci chápal jako důsledek „zpackaného“ Versailleského míru.

## Politická kariéra

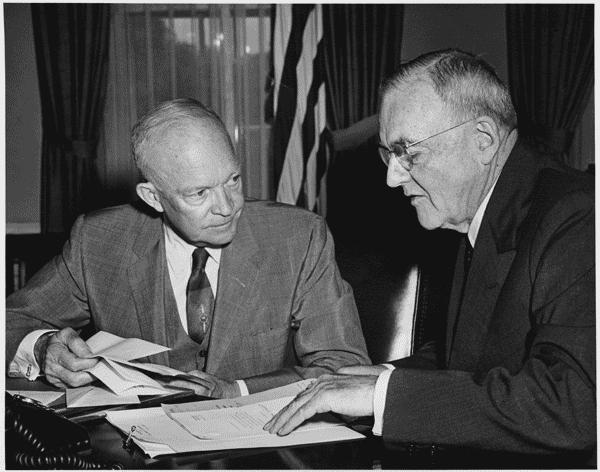
S presidentem Eisenhowerem (1956)

Roku 1946 se účastnil zakládajícího zasedání Organizace spojených národů i přípravy jejich Charty a působil tam jako americký zástupce. Jeho postoj vůči Sovětskému svazu silně ovlivnil Stalinův zákaz účasti Československa a dalších východoevropských států na Marshallově plánu (1947). Roku 1952 se v Paříži setkal s Dwightem Eisenhowerem a udělal na něj svým nesmlouvavým postojem takový dojem, že se o rok později stal jeho zahraničním ministrem. Mladší bratr Allen Dulles se stal ředitelem CIA. Proti Trumanově strategii „omezování“ (containment) vůči Sovětskému svazu prosazoval „osvobození“ jeho satelitů a budoval NATO jako odstrašující vojenskou sílu. Podporoval Francii ve válce v Indočíně, ale 1956 odmítl britsko-francouzsko-izraelské obsazení Suezského průplavu (Suezská krize).
V listopadu 1956 byla u něho diagnostikována rakovina tlustého střeva, se kterou následně neúspěšně po tři roky bojoval. Krátce před smrtí byl vyznamenán Medailí svobody. Je pohřben na Národním hřbitově v Arlingtonu a washingtonské mezinárodní letiště nese jeho jméno.